# Oreo
Cet article concerne la marque de biscuits. Pour le genre d'araignées, voir Oreo (genre).
Cet article possède un paronyme, voir Hauréau.
Oreo est la marque déposée d'un biscuit en sandwich américain, produit par la marque américaine Nabisco. La forme courante se compose d'une garniture sucrée blanche, placée entre deux biscuits ronds au chocolat (4,6% de cacao en poudre).
Oreo et Nabisco sont la propriété du groupe américain Mondelez International (issu d'une scission de l'américain Kraft Foods).

## Histoire
Les biscuits sont à l'origine une imitation du biscuit industriel américain Hydrox de la compagnie Sunshine commercialisé en 1908. Ils sont conçus et produits par la National Biscuit Company (aujourd'hui Nabisco) sur un site industriel du quartier new-yorkais de Chelsea en 1912. La marque est déposée le 14 mars 1912. Les biscuits avaient une forme plus haute et existaient en deux parfums : « meringue au citron » et « crème ». Ils étaient vendus 30 cents les 500 grammes dans de petites boîtes au couvercle transparent, ce qui permettait au consommateur de voir les biscuits.
Un nouveau design apparut en 1916. La garniture à la crème étant de loin la plus prisée des deux saveurs, Nabisco arrêta la production de l'autre dans les années 1920. L'Oreo tel qu'il existe aujourd'hui fut développé en 1952 par William A. Turnier, afin d'introduire le logo Nabisco.
En 1985, le livre Guiness des records reconnaît Oreo comme le biscuit le plus consommé au monde avec six milliards d'Oreos vendus en 1982. Toujours en 1985, Nabisco est racheté par le groupe RJ Reynolds Tobacco Company pour devenir RJR Nabisco.
Dans les années 1990, toute une gamme de produits marqués Oreo sont développés (nouveaux goûts, bonbons, glaces, boissons...) faisant doubler les ventes de la marque et portant son chiffre d'affaires à près d'un milliard de dollars au début des années 2000. Oreo devient dès lors plus un goût[Quoi ?] retrouvé dans divers produits alimentaires à travers un système de franchise de la marque,.
Kraft Foods, propriétaire d'Oreo après sa fusion avec Nabisco en 2000 (sorti du groupe Philip Morris l'année suivante) et la reprise par Mondelez en 2012, a lancé sa commercialisation au Royaume-Uni en 2009, et en France en 2010.
En 2017, après Android Nougat, la huitième version du système d'exploitation Android s'appelle Android Oreo. Cet échange publicitaire se fait sans transfert financier, chacun des deux produits profitant de la renommée de l'autre.

## Production
En plus du biscuit traditionnel, les Oreo ont par la suite été déclinés sous différentes formes et parfums : entourés de chocolat blanc, de chocolat au lait, à l’arôme « beurre de cacahuète », à la menthe, en mini-biscuits, chez Quick comme croquant dans le Mix Mania, chez McDonald's comme croquant dans le McFlurry, le King Fusion de Burger King, en barre glacée, sans chocolat (Oreo golden), à la fraise, en tube, en chausson etc. De plus, pour leur 50e anniversaire, la recette de ces biscuits a été modifiée pour une période limitée (pépites de couleur).
En 2016, Mondelez a des sites de production sur plusieurs continents. Les Oreo à destination du marché africain sont par exemple fabriqués au Maroc.

## Critiques
À la fin des années 1980, les produits de Nabisco dont Oreo sont critiqués pour l'utilisation de saindoux dans leur production. En 2003, la marque est attaquée en justice pour l'usage d'acide gras trans dans ses produits et finit par céder en changeant la recette de ses biscuits.
La communication de la marque joue sur l'image du lait, dans lequel les consommateurs sont censés tremper le biscuit pour le consommer alors qu'en réalité, le produit n'en contient pas.
Ces biscuits sont décriés par le milieu associatif environnemental pour l’utilisation d’huile de palme issue de la déforestation, du recours aux tourbières ainsi que l'exploitation sociale.

## Dans la culture populaire

### Publicités
Une opération marketing de la marque dans les années 1990 fut de faire gagner un million de dollars à celui qui trouverait l'unique Oreo qui diffuse une couleur bleue dans le lait dans lequel il est trempé.

### Placement de produit
- Les biscuits Oreo font leur apparition dans le film Shining en 1980, dans la chambre froide où est enfermé Jack[14].
- Dans la série Alf de 1986 (saison 1, épisode 11), Alf perdu dans la forêt trouve refuge chez deux bûcherons. Profitant de leur absence, il ouvre les tiroirs et trouve un paquet d'Oreo, lui faisant dire que les bûcherons ont du goût.
- Et quelques années plus tard entre 1997 - 2003 les biscuits Oreo font aussi leur apparition dans la série TV Buffy contre les vampires, où on le trouve dans un distributeur de boissons au lycée de Sunnydale.